# エアフォースデルタ
『エアフォースデルタ』 (AIRFORCE DELTA) は、コナミが制作、販売したフライトシューティングゲームのシリーズ。プラットフォームは、ドリームキャスト、ゲームボーイカラー、Xbox、ゲームボーイアドバンス、PlayStation 2と多岐にわたる。

## 概要
ロッキード・マーティンやボーイングの協力を取り付けており、戦闘機の（外見上の）リアルな再現をうたっている。
他社の同ジャンルの作品と比較した場合の特徴としては、
- 収録機体が60~70年代の旧式機から実験機、試作機、さらに2作目では既存の機体にオリジナルのアレンジを加えさらに高性能とした機体など、種類が広範
- 巨大兵器や大規模の部隊を相手に戦闘を繰り広げる、フライトシューティングとしての爽快感を重視(その反面、離着陸、補給などの要素はほぼ排除されている)
- 輸出市場を主眼に開発されているためか、他社の同ジャンルのシリーズに比べ全体的に難易度が高い
- 空軍基地で購買されている機体が異なる
- ターゲットがTGTと表示される（これはエースコンバットシリーズと同様）

といったことがあげられる。また、お楽しみ要素としてグラディウスのビックバイパー、ツインビー、A-JAXのジェリーマウスなど、往年のコナミのシューティングゲーム登場機が使用可能である。ビックバイパーとツインビーについては、それらをモチーフにした架空機も存在する。

## シリーズ作品

### エアフォースデルタ
1999年7月29日発売。機種はドリームキャスト（ゲームボーイカラーは2000年11月22日発売。ソフトはカラー専用）。公式なジャンル表記はフライトシューティング。
ストーリー
冷戦終結後、消滅しかけていた民族主義の復活によりザバイラル連邦共和国は崩壊した。それから9年後、北方にあるクロン共和国が民族統一を掲げ周辺の旧連邦諸国への侵攻を開始。この危機的状況にラコニア共和国は傭兵部隊であるエアフォースデルタの出撃を決定。エアフォースデルタに新たな傭兵を確保することとなる。
登場機種
F-16C、F-15E、F-14D、F/A-18E、F-4E、ミラージュ2000など

### エアフォースデルタII
2002年2月22日発売。機種はXbox（ゲームボーイアドバンス版は2002年9月26日発売）。公式なジャンル名はフライトシューティング。
ストーリー
20世紀末、不可能とされてきた遺伝情報の全ての解読に成功した人類は不治の病とされてきた難病を克服し飛躍的に寿命を伸ばすことができたが、そのことにより人口が増大し資源の枯渇や食糧不足といった新な問題が引き起こされ、資源が豊富にある資源国と資源がなく他国に資源を依存する非資源国の2極化を生み出す。そんな中、某国でクーデターが起こり、クーデター政権が樹立するとクーデター政権は「人類全ての資源の共有化」を主張。「統合機構」の発足を促すと、非資源国から絶大な支持を得ることとなった。やがて「統合機構」も組織化された軍事力を持つこととなり、資源国も軍事同盟を締結すると両者の対立は戦争にまで発展する。西暦20X6年のアレクシー半島において歴史的な局面を迎えることになる。
登場機種
F-16C、F-15E、A-10、F/A-18E、X-32、F/A-22 など

### エアフォースデルタ ブルーウイングナイツ
2004年2月5日発売。機種はPlayStation 2。公式なジャンル名はフライトシューティング。それぞれの登場人物による様々な物語構成となっている。キャラクターデザインは司淳。
ストーリー
宇宙空間で生活する者たちにより構築された軌道市民共同体、通称「O.C.C.」はある日突然、宣戦布告と同時に高度な科学技術をもって地球へ奇襲攻撃をかけ、瞬く間に大陸の8割を制圧する。急遽、編成された地球防衛同盟軍、通称「E.D.A.F.」は苦戦を強いられ大陸の片隅へ追いやれてしまうも、一気に勢力を伸ばしたO.C.C.は、補給線の確保に支障をきたし戦場はこう着状態に陥る。そこでE.D.A.F.上層部はこのチャンスに軍備を整えるため「数」をそろえることに専念し、民兵、傭兵、問題兵を問わず、志願した者全てを補充兵として割り当てそれまで使用しなかった後方部隊をも最前線へ送る。この中には「誇れるものは歴史の長さしかない」と言われた問題兵隔離部隊である第27航空戦闘軍団第4混成航空中隊、通称「デルタ中隊」の姿もあった。デルタ中隊も補充兵を入れて最前線に配属されることとなる。
登場機種
使用する登場人物によって使用できる機体が違う。ジェット戦闘機だけでなく、レシプロ機も登場する。後半では宇宙で戦闘を行うための機体改修が行われる。
本作ではロッキード・マーチン社のライセンスが前作よりも厳しくなっており、当社製の機体で宇宙ミッションの出撃が不可能となっている。また攻略ガイドブックにも当社の機体が記載されていない。
過去のコナミ作品で登場した戦闘機、あるいは空を飛ぶ機体がゲスト機として登場する。

### エアフォースデルタ オルタナティブ
2007年11月14日配信。
プラットフォームは携帯電話アプリ。対応機種はDocomo(iアプリ)。

### 対応周辺機器
- HORI製フライトスティック
- HORI製フライトスティック2（エナジーエアフォース aimStrike!は非対応）
- ソニー製「ヘッドマウントディスプレイ(PUD-J5A)」

## 登場する兵器

### 実在機(モデル機)
エアフォースデルタ
F-5E タイガーⅡ
MiG-21 フィッシュベッド
クフィルC.7
F-4 ファントムⅡ
シーハリアー
ミラージュ2000
MiG-31 フォックスハウンド
F-20 タイガーシャーク
AV-8BハリアーⅡ
MiG-29 ファルクラム
F-16 ファイティングファルコン
F/A-18 ホーネット
F/A-18E スーパーホーネット
トーネード ADV
A-10 サンダーボルトⅡ
F-14 トムキャット
F-15E ストライクイーグル
F-117A ナイトホーク
Su-27 フランカー
F-15S/MT
JAS39 グリペン
ラファール
Su-34 フルバック
EF2000 タイフーン
Su-37 ターミネーター
YF-23 ブラックウィドウⅡ
Su-47 ベールクト
F-22 ラプター
X-32
MiG-1.44 MFI
エアフォースデルタ2
A-7 コルセア II
AV-8B ハリアーⅡ
A-10 サンダーボルトⅡ
F-4 ファントムⅡ
F-117 ナイトホーク
F-5E タイガーⅡ
F-14 トムキャット
F-15C イーグル
F-15E ストライクイーグル
F-15S/MT
F-16 ファイティングファルコン
F/A-18 ホーネット
F/A-18E スーパーホーネット
F-20 タイガーシャーク
F-22 ラプター
YF-23 ブラックウィドウⅡ
X-29
X-32
MiG-21 フィッシュベッド
MiG-25 フォックスバッド
MiG-27 フロッガー
MiG-29 ファルクラム
MiG-31 フォックスハウンド
MiG-33
MiG-1.44 MFI
Su-24 フェンサー
Su-27 フランカー
Su-30MKI
Su-34 フルバック
Su-47 ベールクト
Yak-141 フリースタイル
J35 ドラケン
JA37 ビゲン
JAS39 グリペン
E.E ライトニング
トーネードADV
トーネード IDS
トーネードF3
シーハリアー
ユーロファイター タイフーン
シュペル・エタンダール
ミラージュF1
ミラージュ2000
ラファールC
ラファールB
クフィルC7
ラビ
T-4
F-2
FC-1
J-7
J-10
IDF 経国
エアフォースデルタ ブルーウイングナイツ 
F-5 フリーダムファイター/タイガーⅡ
MiG-21 フィッシュベッド
Su-20
X-29
MiG-29SMT ファルクラム
Su-27LL
YF-17 コブラ
F-2
MiG-1.44 MFI
X-32
F-22 ラプター
ホーカー・ハンター
Su-17
Su-24
F5D-1 スカイランサー
J-8II
F-20 タイガーシャーク
HiMAT
F-14 トムキャット
F/A-18 ホーネット
Su-30MKI
J-12
F-15E ストライクイーグル
Su-35
YF-23 ブラックウィドウⅡ
J-11
F-102 デルタダガー
Su-7 フィッター
F-106 デルタダート
F-4 ファントムⅡ
FC-1
MiG-23 フロッガー
MiG-33
X-31
F-16 ファイティングファルコン
F-15 イーグル
Su-27 フランカー
ユーロファイター・タイフーン
Su-47 ベールクト
F-100 スーパーセイバー
T6-1
P-38 ライトニング
P-51 ムスタング
IL-2 シュトゥルモヴィーク
スピットファイア
F-86L セイバー
E.E ライトニング
J-6
YF-12
F-104 スターファイター
F-108 レイピア
TSR2
MiG-27 フロッガー
F-111
MiG-25 フォックスバッド
MiG-31 フォックスハウンド
Su-37 ターミネーター
F-15S/MTD
Su-15 フラゴン
JH-7 フライング・レオパルド
T-58VD フラゴンB
J-7
Yak-38 フォージャー
MiG-19 ファーマー
A-5 ヴィジランティ
J-8I
AV-8B ハリアーⅡ
シーハリアー
Yak-141 フリースタイル
F-35
MiG-17 フレスコ
Su-22
F-105 サンダーチーフ
Su-25 フロッグフット
Yak-28 ブリュワー
A-10 サンダーボルトⅡ
F-117 ナイトホーク
ジャガー
F-16XL
トーネードIDS
F-15U Plus
X-44
F-101 ヴードゥー
A-7 コルセアⅡ
A-4 スカイホーク
バッカニア
A-6 イントルーダー
シーヴィクセン
F4D-1 スカイレイ
F-1
Su-39
Su-34 フルバック
F/A-18E スーパーホーネット
トーネードADV
Su-33
J-10
X-36
Bird of Prey

### 架空機/架空兵器
MiG-21d7 Fishbale
エアフォースデルタIIで登場。原型はMiG-21だが、アナローク翼試験機を魔改造したような外見になっている。
MiG-II Fishbed zwei
エアフォースデルタIIで登場。P-82のようにMiG-21二機を並列にくっ付けたような形をしている。
A-4V Skyhawk Oval
エアフォースデルタIIで登場。A-4をモデルにしているが、前述のMiG-21d7に比べて原型機の面影がほぼなくなってしまっている。
Su-23U Furnace
エアフォースデルタIIで登場。エンジンが3基搭載された珍しいT字翼機。実在しないのでゲームのオリジナル機と言える。
F-120C Nightcamel
エアフォースデルタIIで登場。F-117をより小型にしたような機体。三角形の尖ったコーンが特徴的。
F/A-18S AiraCobra II
エアフォースデルタIIで登場。既存のF/A-18E/Fをさらに拡大発展させたような機体。大元の機体であるF/A-18に比べて機体がより大柄になった。
F/A-24A Acorn
F-25C Warbler
F26A Shrike
YF-26ER Swan
四機種ともエアフォースデルタIIで登場。ゲームの開発スタッフはX-32がX-35を破ってJSFに採用すると踏んで、その後の改良型として、F/A-24A AcornとF-25C Warblerをデザインした。F/A-24A AcornはX-32の要素を踏襲しつつもX-35が合わさったようなデザインをしているのに対して、F-25C WarblerはX-36とそっくりの無尾翼機になっている。ここからさらに発展した機体として、F26A ShrikeとYF-26ER Swanがゲーム中に登場する。
Su-42
エアフォースデルタIIで登場。Su-27シリーズをさらに拡大発展させた機体（前述のF/A-18Sと同じような立ち位置の機体）。カナード翼などが多数追加され、既存のSu-27シリーズのほかの機体よりも角ばったイメージに仕上がっている。
Super Rafale
エアフォースデルタIIで登場。ラファールの拡大発展型であり、ステルス機能も付加されている。
XF-0001 Mercury
XF-0002 Phosphorus
エアフォースデルタIIで登場。機体モデルはビックバイパー。
StN-002 Temperance
StN-006 Hermit
XA/B-25F Calyx
XQ/U-2 BeeFatty
エアフォースデルタIIで登場。機体モデルはツインビー。
A-JAX/2 JerryMouse
エアフォースデルタIIで登場。機体モデルは『A-JAX』のジェリーマウス。
M.B.W.-189 Sun-Fish
エアフォースデルタIIで登場。機体モデルは不明だが、『スペースマンボウ』に関わる機体らしい。

### ゲスト機
- ビックバイパー(T-301) - グラディウス
- ツインビー
- ジェリーマウス - A-JAX
- ファルシオン
- ブルーサンダー45型 - サンダークロス
- マンボウ-J - スペースマンボウ
- スーパー戦闘機 - トライゴン
- フリントロック - XEXEX
- オーラウィング（フロントオフェンサー） - クライシスフォース
- MX5000 - フラックアタック
- アクスレイ
- ポリー - とべ!ポリスターズ
- ペン太 - 夢ペンギン物語
- ブロックピース発射装置搭載戦闘機 - クォース

## 作中用語

### 国家、組織等
エアフォースデルタ
クロン共和国

ラコニア共和国

エアフォースデルタII
統合機構

反統合同盟

エアフォースデルタ ブルーウイングナイツ
自由連合

地球防衛同盟軍（Earth Defence Aliance Force E.D.A.F.）
O.C.C.の軍事力に対抗して急遽編成された連合軍組織。正規軍と寄せ集め部隊に別れており、お互い偏見の違いで内部で歪み合っているところもある。寄せ集めの航空部隊にはアルファ、ブラボー、チャーリー、デルタの４中隊が存在している。正規軍が使用している兵器は基本的に米国、欧州諸国、日本製の兵器を使用している。
軌道市民共同体（Orbital Citizen Community O.C.C.）
宇宙コロニーへ移民した連合組織。O.C.C.が使用している兵器は普通なら量産などできない超兵器を使用しており、この脅威によりEDAFを苦戦させ、地球の大半を支配することに成功する。しかし当時のO.C.C.の技術力はEDAFとほぼ同等だったらしく、超兵器を開発・量産できる技術力を得たは割と最近になったとのこと。そのため何者かによる協力でこのような技術を得たと思われる。また地球で支配した国家や民兵組織を自軍勢力として吸収させることでO.C.C.の勢力を拡大させている。
メルヴ同盟 (Merv Flight Corps M.F.C.)
アルベルト、セルゲイ、ジョゼッペ、レオンが所属しているO.C.C.の勢力の一つ。メルヴ国がO.C.C.によって降伏した後に編成された民兵組織。作中では一番登場回数が多い勢力となっている。兵力は陸海空それぞれ所有しており、海軍にはベロエ艦隊が存在する。空軍が所有する機体は濃緑のカラーリングをしたSu-17MやMiG-29SMTなどロシア（旧ソ連）製の機体を中心に使用している(但しセルゲイは中国製のJ-8に搭乗していることがある)。
物語終盤からエクバダナと連合組織を設立した。
ガノス航空師団 (Ganos Flight Army Division G.F.A.D.)
ドナルドが所属するO.C.C.の勢力の一つ。メルヴ同盟に続いて２番目に登場回数が多い勢力となっている。組織ロゴが奇抜であり、目玉から３つの羽が生えているという不気味なデザインになっている。航空師団となっているが、兵力が空軍のみなのかは不明。彼らの使用機体は白いカラーリングをしたJ-7やJ-8といった中国製の機体やYak-141やSu-39などのロシア製の攻撃機やV/STOL機を所有する。
物語終盤でメルヴとエクバダナが連合組織を設立したが、ガノスもそれに加わったか不明だが、共闘している。
エクバダナ空軍 (Ecbatana Aviation Army E.A.A.)
フランシーヌ、ジェイクが所属するO.C.C.の勢力の一つ。メルヴ、ガノスとは異なり登場回数は少なく、他の民兵組織と共闘する形で登場している。とはいえO.C.C.配下の民兵組織のなかでは一番歴史が古い組織となっている。兵力は空軍のみ登場していると思われるが、陸海軍の存在は不明。使用機体は薄紫のカラーリングをしたSu-34とSu-35といったフランカーシリーズの機体を使用しており、またエースパイロットはMiG-31に搭乗している。
物語終盤でメルヴと連合組織を設立した。
第８実験師団 (8th Experiment Army Division 8th E.A.D.)
エレン、ピエールが所属しているO.C.C.勢力の一つ。O.C.C.の超兵器開発やテストの担当を行っている他、パイロットの洗脳教育「ドール・プロジェクト」や人工天才パイロットの育成も行っているなど非人道的な事も行われている。O.C.C.の軍事力にとって重要的な役割を持つ実験組織である。

### 部隊名
- エアフォースデルタ ブルーウイングナイツ

第27航空戦闘軍団第4混成航空中隊（THE 4th MIXED AVIATION TROOP）
通称、デルタ中隊（TEAM DELTA）。昔は優秀なパイロットをたくさん輩出したが、現在は落ちこぼれの問題兵ばかりを隔離した部隊になっている。しかし、戦闘技術や操縦技術は確かなものである。編成は特殊戦闘機を操る第1小隊（アナコンダ）、対地攻撃、対艦攻撃を主体とする第2小隊（コブラ）、対空戦闘を主体とする第3小隊（ヴァイパー）。
第27航空戦闘軍団第1混成航空中隊（THE 1st MIXED AVIATION TROOP）
通称、ブラボー中隊（TEAM BRAVO）。デルタとかなり多く組まされる部隊。ゲーム中には第1小隊（パイソン）が登場する。パイソンは高性能の機体を所有する部隊だが、殆どのデルタとの共同作戦では超兵器に撃墜されている場面が多くみられるも、必ず隊員全員生還するという不幸中の幸いな意味でタフな部隊である。

### 登場人物
エアフォースデルタ ブルーウイングナイツ
海外版では名前やTACネームが変更されている。
E.D.A.F.
- カズヤ・ササイ

声 - 神奈延年
コールサインはヴァイパー3。TACネームはクロウ。性別は男性。年齢は25歳。階級は少尉。「チーム・デルタ」第3小隊3番機パイロット。入隊前はEDAFの宇宙戦闘機パイロットだったが、O.C.C.に襲撃を受け、大切な人を失ったのが原因でO.C.C.に激しい敵意を持つようになった。機体は機動性に優れた機体を使用。機体カラーは青で敵から「蒼い機体」と恐れられている。本編開始時は彼を操作することになる。
海外版では名前が異なり「Ken Thomas（ケン・トーマス）」という名前に変更されている。
使用機体はF-5E、MiG-21bis、Su-20、X-29A、MiG-29SMT、Su-27LL-UV、YF-17、F-2A、MiG-1.44、X-32A、S-55LFS、F-22、ハンターFGA9、Su-17M
- ジョン・ランダル

声 - 遠藤守哉
コールサインはヴァイパー2。TACネームはウルフ。性別は男性。年齢は25歳。階級は中尉。「チーム・デルタ」第3小隊2番機パイロット。元々正規軍のエースパイロットだったが、当時のトラウマが原因で撃墜スコアにこだわるようになり、独断専行や命令違反を犯したことでデルタ送りになった。竜巻兵器破壊作戦での独断行動を行った際、フランシーヌと遭遇し、高い操縦技術をもつ彼女がジョンにとって今までにない最高な獲物としてライバル視するようになった。機体は高性能かつ高価な機体を使用。機体カラーは黒。作中でジョン専用ステージが存在する。
使用機体はSu-7BMbis、F-106A、F-4E、JF-17、MiG-23ML、MiG-33、X-31A、F-16C、F-15C、Su-27SMK、タイフーン、
Su-47、F-100D、T6-1
- ルース・ヴァレンタイン

声 - 大本眞基子
コールサインはヴァイパー1。TACネームはリリー。性別は女性。年齢は22歳。階級は中尉。「チーム・デルタ」第3小隊長。若き年齢で中尉任官を果たしたエリート女性。昔デルタに所属していた父親リチャードに憧れ、追ってデルタに入隊することになったが、命知らずに敵を倒し続けるカズヤや、命令を無視してとにかくスコアを稼ぎまくるジョンに手を焼かされている。機体は対空対地両戦に優れたマルチロール機を使用。機体カラーはピンク。作中でルース専用ステージが存在する。
使用機体はSu-24M、F5D-1、J-8IIM、F-20、HIMAT、F-14D、F/A-18C、Su-30MKI、J-12、F-15E、Su-35、YF-23A、J-11、F-102A
- ペドロ・グランカート

声 - 遠藤守哉
コールサインはコブラ2。TACネームはマジシャン。性別は男性。年齢は30歳。階級は中尉。「チーム・デルタ」第2小隊2番機パイロット。ホルストの片腕として彼を補佐しており、新米のブライアンに対しては厳しく、任務終了後に彼を説教して任務での過酷さを伝えるが、時々ホルストに止められることもある。デルタパイロットの中では唯一のNPCであり、使用する機体はホルストと同じ機体を使用する。機体カラーも同じ。
- ブライアン・ダグラス

声 - 菅沼久義
コールサインはコブラ3。TACネームはチック。性別は男性。年齢は22歳。階級は少尉。「チーム・デルタ」第2小隊3番機パイロット。本編開始時に被害を受けていた第２小隊の補充として配属された新米パイロット。熱血漢のある性格だが、若干世間知らずなところもあり、ペドロから説教されることも多い。機体は対艦戦に優れた機体を使用。機体カラーは水色。
使用機体はA-7E、A-4M、バッカニア、A-6E、シービクセン、F4D-1、F-1、Su-39、Su-34、F/A-18E、Su-32FN
- ホルスト・ブレンドル

声 - 江川央生
コールサインはコブラ1。TACネームはデューク。性別は男性。年齢は38歳。階級は大尉。「チーム・デルタ」第2小隊長。対地戦闘のエキスパートであり、実戦経験の豊富なパイロット。厳格だが面倒見の良い人柄のためデルタの父親的存在である。怒るとかなり怖い。エリスという娘がいる。対地戦のプロのため機体は攻撃機を使用。機体カラーは緑。
使用機体はF-105D、Su-25A、YAK-28L、A-10A、F-117A、ジャギュアGR1、F-16XL トーネードGR1、F-15U Plus、X-44、F-101B
- リック・キャンベル

声 - 稲田徹
コールサインはアナコンダ2。TACネームはノンストップ。性別は男性。年齢は30歳。階級は中尉。「チーム・デルタ」第1小隊2番機パイロット。「戦闘機は速度と上昇力！」と言い切るほどのスピードマニア。使用する機体も速度性能に優れた機体を使用する。レシプロを愛するジェイミーとは対立することが多い。機体カラーはグレーで翼端に赤色のワンポイントが塗装されている。作中にてリック専用ステージが存在する。
使用機体はライトニングF6、J-6、YF-12A、F-104G、F-108、TSR2、MiG-27K、F-111F、MiG-25PDS、MiG-31BM、Su-37、F-15S/MTD、Su-15TM、JH-7
- アレックス・レヴァイン

声 - 服巻浩司
コールサインはアナコンダ3。TACネームはラッシュアワー。性別は男性。年齢は27歳。階級は中尉。「チーム・デルタ」第1小隊3番機パイロット。デルタ唯一のV/STOL機のパイロット。人生経験の豊富な苦労人であり、ジェイミーとリックとの対立には呆れている。また、ブライアンとは性格の問題上、馬が合わない。機体はV/STOL機が中心だが、通常の機体も使用している。機体カラーは山吹色。
使用機体はT-58VD、YAK-38、MiG-19PFM、J-7MG、F-5A、A-5A、J-8、AV-8B、シーハリアー、YAK-141、X-32B、F-35B、MiG-17F、Su-22M-4
- ジェイミー・ジョーンズ

声 - 佐藤正治
コールサインはアナコンダ1。TACネームはショーグン。性別は男性。年齢は52歳。階級は大尉。「チーム・デルタ」第1小隊長。ジェット戦闘機の時代にロマンを求めて未だにレシプロ機に乗り続ける変人パイロット。頑固な性格で、ジェット戦闘機に乗るを嫌がっており、スピード信者のリックとは対立することが多い。リチャードとは戦友だった。彼が使用する機体の特性上、宇宙ミッションには参加できず地球に残留することになる(エレンが仲間になった場合は彼女が代わりに宇宙ミッションでのアナコンダ隊隊長を務める)。条件を満たすと彼がジェットに乗るミッションが登場するが、ジェイミー専用の最終ミッションでもある上、彼のエンディングでは壮絶な結末を迎えることになってしまう。
使用機体はP-38ライトニング、P-51Dマスタング、iL-2M3、スピットファイア、F-86L。
- ロバート・ウィリアムズ

声 - 江川央生
性別は男性。年齢は45歳。階級は大佐。「チーム･デルタ」中隊長。普段は中隊長でありながら、中隊長らしい仕事はあんまりしておらず、リーリャからは「タヌキじじぃ」と役立たず扱いされていたが、物語終盤で一活躍を見せる。リチャードやジェイミーとはパイロット時代の上官であり、階級が逆転した現在でもジェイミーに対して敬語で話している。
- ハリー・ギャレット

声 - 増谷康紀
性別は男性。年齢は40歳。民間人。装備調達担当。さまざまな戦闘機や装備を調達しているが、どこから調達してきたのかは教えてくれない。リックが単機で行うコトウ要塞強行偵察任務では彼の機体の助手席に搭乗して敵要塞の情報収集も行う。
- ボブ・タカヤナギ

声 - 増谷康紀
性別は男性。年齢は60歳。「チーム・デルタ」整備班長。頑固な性格の一方で他のパイロットよりも負けないくらいの戦闘機への愛情心を持っており、塗装の際は派手なカラーリングに仕上げる時は喜ぶが、フェライト塗装となると逆に落ち込んでしまう。
- リーリャ・ミハイロブナ

声 - 今野宏美
性別は女性。年齢は14歳。階級は少佐。「チーム・デルタ」副長兼航空参謀。毒舌で気の強いがかなりのしっかり者で、役立たずのロバートに代わって作戦をまとめている。計算能力が完璧レベルというほど高く、必ず作戦を成功するためには無茶苦茶な命令までしている。彼女は元々、某国で行われていた特殊な育成計画で遺伝子操作を受けた被験者の一人で計画が頓挫した後、始末されかけたところをロバートに引き取られた。自身を救ってくれたロバートに恩返しするために自身が計画の中で育成された計算能力をフルに発揮してデルタの副長兼航空参謀にまでたどり着いた経緯となった。
- アメリア・ジョンソン

声 - 井上美紀
コールサインはノーマッド。TACネームはマネージャー。性別は女性。年齢は20歳。階級は軍曹。「チーム・デルタ」航空管制オペレーター。E-3AWACSノーマッドから作戦指示や戦況情報をデルタに伝達している。時々ドジな一面がある。リーリャとはプライベートでも仲がよく、休暇時には一緒に買い物に出掛けることもある。
- デビッド・"タフガイ"・スミス

声 - 石川英郎
コールサインはパイソン1。TACネームはタフガイ。性別は男性。年齢は27歳。階級は中尉。「チーム・ブラボー」第1小隊長。飄々とした性格のムードメーカーで、「タフガイ」を自称している通り、墜落や撃墜されても必ず生還してくる。また、撃墜されたルクレルク姉妹の機体を自腹で購入するなど、部下思いがとても強い。
- コレット・ルクレルク

声 - 永島由子
コールサインはパイソン2。TACネームはパンサー。性別は女性。年齢は26歳。階級は少尉。「チーム・ブラボー」第1小隊2番機パイロット。コンスタンスの双子の姉で礼儀正しいおっとりとした性格。
- コンスタンス・ルクレルク

声 - 鈴木麗子
コールサインはパイソン3。TACネームはクーガー。性別は女性。年齢は26歳。階級は少尉。「チーム・ブラボー」第1小隊3番機パイロット。コレットの双子の妹。姉とは正反対で元気で活発な性格の女性。
- リチャード・バレンタイン

元デルタ中隊のパイロットでルースの父親。ジェイミー、ロバート、タカヤナギとは彼の現役時代の戦友。

O.C.C.
- セルゲイ・キンスキー

声 - 稲田徹
コールサインはオーガー1。TACネームはロード。性別は男性。年齢は44歳。メルヴ同盟第1中隊長。「皇帝」という通り名で有名なO.C.C.きっての最年長エース。武人に振る舞う癖があり、戦場では正々堂々と名乗りを上げることがある。メルヴ国民のことを思っており、O.C.C.の勢力下でH級という過酷な生活から脱出するためにO.C.C.の戦士として戦っている。ジェイミーとはライバル関係にあり、かつてはレシプロに乗ったことがあった。コトウ要塞での決戦ではアルベルトと共にデルタを迎え撃つが奮闘の末、最終的にアルベルトを残して撃墜され戦死した。機体カラーは藍色。
使用機体はSu-22M-4、MiG-27K、Su-34、J-8
- アルベルト・ウンガー

声 - 石川英郎
コールサインはサイクロプス1。TACネームはゲイル。性別は男性。年齢は28歳。メルヴ同盟第1中隊第1小隊長。セルゲイが自身の後継者として指名された若きエースパイロット。セルゲイを苦戦させた蒼い機体(カズヤ)をライバル視しており、以降彼と対立することになり、セルゲイが戦死した後はカズヤだけでなく、デルタ中隊に対しても対抗心をもつようになった。途中からエレンの上官として戦うことになるが、次第にカズヤに動揺するエレンとカズヤとの関係について疑問を持ち始めるようになる。機体カラーは朱色。
使用機体はMiG-25PDS、Su-47
- エレン・マクニコル

声 - 鈴木麗子
コールサインはレイス1。TACネームはドール。性別は女性。年齢は24歳。第8実験師団航空実験部セクション1。記憶操作を受けた女性パイロット。冷酷かつ非情な性格で上官の命令に従う操り人形のような存在。しかし、カズヤとの交戦になると動揺するところがみられることがある。その正体はかつてEDAF正規軍に所属していたカズヤの相棒であり恋人。公式ではO.C.C.の奇襲で死亡した彼女は実際はO.C.C.の捕虜となり、ナビゲイターによって与えられた洗脳能力をもつ特殊なクリスタルを額に埋め込まれO.C.C.の戦闘員という人間に書き換えられてしまった。宇宙ミッションでは、機動兵器ヴァンプに搭乗し、宇宙へ進軍したEDAFを迎え撃つ。
一方、条件を満たすことで洗脳が解いて仲間にすることができ、地球に残留することになったジェイミーに代わって宇宙ミッションでのアナコンダ隊の隊長を務める。EDAF移籍後のコールサインはアナコンダ1。TACネームはローズ。
機体カラーは薔薇色。
使用機体はJ-10、TYPE-R2 VAMP(O.C.C.残留時)、トーネードF.3(EDAF移籍時)、Su-33(EDAF移籍時)、I-2000LFS(EDAF移籍時)、X-36(EDAF移籍時)、Bird of Prey(EDAF移籍時)
- ピエール・ギャロ

声 - 阪口大助
コールサインはグール。TACネームはハード。性別は男性。年齢は18歳。第8実験師団航空実験部セクション6。O.C.C.による英才教育計画によって育成された人工天才パイロット。初出撃ながら優秀な戦績を修めたエースパイロットである。好戦的かつかなり子供っぽい性格の狂人。何も努力も行わずに天才になった故か、努力家嫌いで、多くの経験を積んでエースとなったアルベルトとは対抗意識がある。一方で自身を天才に仕立ててくれたナビゲイターには感謝しており、尊敬している。途中で飛行機に乗ることと人間として戦うことに飽き、自身の要望で更なる肉体改造を施することになる。その後はナビゲイターによって開発された機動兵器ドラクルに搭乗。アーマゲストの軌道エレベーターを攻撃し、無数の残骸を降り注ぐ大混乱を起こさせた。機体カラーは紅色。
使用機体はMiG-33、TYPE-XX DRACUL
- ジェイク・エマーソン

声 - 稲田徹
コールサインはタイタン2。TACネームはバトラー。性別は男性。年齢は28歳。エクバダナ空軍第2中隊長。フランシーヌの使用人の家の生まれで彼女のボディーガード兼お目付け役のパイロット。イラストでは常時ヘルメット着用のため見られないが、フランシーヌを守り、おさえる苦労のためか既に髪の毛が一本も残ってない。フランシーヌと共にレオポルド砲台を防衛する戦闘で機体に不調を感じながらもデルタ中隊と戦闘に入るが、フランシーヌを残して撃墜され戦死した。機体カラーはトリコロール。
使用機体はMiG-31BM
- フランシーヌ・ダヴー

声 - 永島由子
コールサインはタイタン1。TACネームはバレット。性別は女性。年齢は29歳。エクバダナ空軍第1中隊長。エクバダナの名家の次女。物腰の軟らかいおっとりとした性格の女性。空の芸術と空中戦闘に憧れ空軍に入隊する。戦争途中でジョンと遭遇し彼をライバル視するようになる。レオポルド砲台の戦闘でジェイクを失い一時錯乱するが、ピエールの薦めでO.C.C.宇宙軍の部隊へ転属し、機動兵器ヴァンプで宇宙に進出するEDAFを迎撃、後にEDAFの火星降下作戦でデルタ中隊と戦闘で撃墜され、戦うことに憧れた自身をここまで成長させてくれたO.C.C.やデルタに感謝の言葉を伝えながらジェイクの元へ散っていった。機体カラーは紫色。
使用機体はMiG-31BM、TYPE-R2 VAMP
- ジョゼッペ・フェレッティ

声 - 増谷康紀
コールサインはゴブリン1。TACネームはリザード。性別は男性。年齢は32歳。メルヴ同盟第2中隊長。部下に嫌われる上司の要素をほぼ全て備えた、悪人タイプのパイロット。名乗りを上げて作戦を台無しにするセルゲイとは折り合いが悪い。物語中盤ではアーマゲスト待ち伏せ戦を決行するも失敗に終わり、処罰を受けて普段使う機体を没収され、レシプロ機に乗らされる羽目になる。自身が機体が没収されてまで処罰になったのがデルタのせいだと決めつけ、コトウ要塞に進軍するEDAFのAFW（歩行装甲兵器）の作戦でコブラ小隊と戦闘するが、撃墜され戦死した。機体カラーはダークグレー。
使用機体はMiG-17F、Su-25A、iL-2M3
- レオン・クレイザー

声 - 服巻浩司
コールサインはオーク1。TACネームはビリーバー。性別は男性。年齢は27歳。メルヴ同盟第2中隊第1小隊長。ジョゼッペを徹底的に慕い、小隊長の地位を手に入れた男。部下に対しては階級を盾に威張り散らすが判断全てジョゼッペ任せという依存体質を持つが、本音は昇進志向が異常に強く、いつかジョゼッペやセルゲイを越える機会をうかがっている。結果的にセルゲイとジョゼッペが戦死した上、上官を失った責任を背負うアルベルトの主張でついに中隊長の座を手に入れることが出来た。機体カラーは黄色。
使用機体はMiG-19PFM、Su-33、MiG-31BM、MiG-1.44
- ドナルド・チャン

声 - 江川央生
コールサインはトロール1。TACネームはマシン。性別は男性。年齢は28歳。ガノス飛行師団第1中隊長。普段から感情を出さない冷静沈着のパイロット。元々は闘志をむき出しするパイロットだったが、その勇み足がゆえに仲間を死なせたことを理由に感情を捨てデジタルに計算をする戦闘機械のようなパイロットとなった。しかし、デルタとの戦闘で次第に計算が狂い始め、自身が簡単に機械になるのができないことに不安を抱き始めるようになる。機体カラーはマリーンブルー。
使用機体はJH-7、Su-37、JF-17
- アトラス

O.C.C.所属のAWACS
- ナビゲイター

O.C.C.を指揮する謎の存在。セリフ字幕は全てカタカナ(元々カタカナの言葉はひらがな)になっており、宇宙を拠点とするO.C.C.を指揮するナビゲイターは恐らく地球人ではない可能性がある。

## 評価
DC版は混在した肯定的な評価を受け、GBC版は混在とマイナスの評価を受けた。GameRankingsではDC版は65パーセント、GBC版は42パーセントのスコア。日本ではDC版はファミ通クロスレビューで8、8、7、8の31点。レビュアーは重厚なグラフィック、リアル指向、ミッションの目標が多彩、初心者と上級者それぞれに向けた操作に設定できると賞賛、高低差があるため動き回る敵機が視界に捉えにくい、レーダーを見やすくしてほしかったとした。
GBA、Xbox版はGameRankingsでは68.30％と67.06％、Metacriticでは71/100と61/100のスコア。
PS2版は平均的な評価でGameRankingsは65.40％、Metacriticは66/100のスコア。